# Interlands Zweeds voetbalelftal 2010-2019
Deze pagina toont een gedetailleerd overzicht van de interlands die het Zweeds voetbalelftal heeft gespeeld in de periode 2010 – 2019.

## Interlands

### 2010
|                                                                 |      |                     |        |                                                                                |
| 20 januari Vriendschappelijk № 920 «onderlinge duels» 19:30 uur | Oman | 0 – 1               | Zweden | Al-Seebstadion, Seeb Toeschouwers: 1.000 Scheidsrechter: Nawaf Shukralla (BHR) |
| 20 januari Vriendschappelijk № 920 «onderlinge duels» 19:30 uur |      | 35' Anders Svensson |        | Al-Seebstadion, Seeb Toeschouwers: 1.000 Scheidsrechter: Nawaf Shukralla (BHR) |

|                                                                 |               |       |                     |                                                                                    |
| 23 januari Vriendschappelijk № 921 «onderlinge duels» 16:00 uur | Syrië         | 1 – 1 | Zweden              | Abbasiyyinstadion, Damascus Toeschouwers: 10.000 Scheidsrechter: Talaam Najm (LIB) |
| 23 januari Vriendschappelijk № 921 «onderlinge duels» 16:00 uur | Rajaa Rafe 5' |       | 87' Mathias Ranégie | Abbasiyyinstadion, Damascus Toeschouwers: 10.000 Scheidsrechter: Talaam Najm (LIB) |

|                                                              |       |                    |        |                                                                               |
| 3 maart Vriendschappelijk № 922 «onderlinge duels» 20:45 uur | Wales | 0 – 1              | Zweden | Liberty Stadium, Swansea Toeschouwers: 8.258 Scheidsrechter: Alan Black (NIR) |
| 3 maart Vriendschappelijk № 922 «onderlinge duels» 20:45 uur |       | 44' Johan Elmander |        | Liberty Stadium, Swansea Toeschouwers: 8.258 Scheidsrechter: Alan Black (NIR) |

|                                                             |                                                                      |       |                                   |                                                                               |
| 29 mei Vriendschappelijk № 923 «onderlinge duels» 18:00 uur | Zweden                                                               | 4 – 2 | Bosnië en Herzegovina             | Råsundastadion, Solna Toeschouwers: 22.589 Scheidsrechter: Manuel Gräfe (GER) |
| 29 mei Vriendschappelijk № 923 «onderlinge duels» 18:00 uur | Ola Toivonen 44' Jonas Olsson 68' Jonas Olsson 82' Marcus Berg 90+2' |       | 47' Sejad Salihović 90' Ermin Zec | Råsundastadion, Solna Toeschouwers: 22.589 Scheidsrechter: Manuel Gräfe (GER) |

|                                                             |             |                           |        |                                                                                   |
| 2 juni Vriendschappelijk № 924 «onderlinge duels» 19:30 uur | Wit-Rusland | 0 – 1                     | Zweden | Dinamostadion, Minsk Toeschouwers: 12.000 Scheidsrechter: Aleksej Nikolajev (RUS) |
| 2 juni Vriendschappelijk № 924 «onderlinge duels» 19:30 uur |             | 47' Christian Wilhelmsson |        | Dinamostadion, Minsk Toeschouwers: 12.000 Scheidsrechter: Aleksej Nikolajev (RUS) |

|                                                                  |                                                         |       |           |                                                                                  |
| 11 augustus Vriendschappelijk № 925 «onderlinge duels» 19:00 uur | Zweden                                                  | 3 – 0 | Schotland | Råsundastadion, Solna Toeschouwers: 25.249 Scheidsrechter: Gianluca Rocchi (ITA) |
| 11 augustus Vriendschappelijk № 925 «onderlinge duels» 19:00 uur | Zlatan Ibrahimović 4' Emir Bajrami 39' Ola Toivonen 56' |       |           | Råsundastadion, Solna Toeschouwers: 25.249 Scheidsrechter: Gianluca Rocchi (ITA) |

|                                                                        |                                           |       |           |                                                                                  |
| 3 september EK-kwalificatie Groep E № 926 «onderlinge duels» 20:00 uur | Zweden                                    | 2 – 0 | Hongarije | Råsundastadion, Solna Toeschouwers: 32.304 Scheidsrechter: Martin Atkinson (ENG) |
| 3 september EK-kwalificatie Groep E № 926 «onderlinge duels» 20:00 uur | Pontus Wernbloom 51' Pontus Wernbloom 73' |       |           | Råsundastadion, Solna Toeschouwers: 32.304 Scheidsrechter: Martin Atkinson (ENG) |

|                                                                        | |       |            |                                                                                |
| 7 september EK-kwalificatie Groep E № 927 «onderlinge duels» 19:00 uur | Zweden | 6 – 0 | San Marino | Swedbankstadion, Malmö Toeschouwers: 11.000 Scheidsrechter: David McKeon (IRL) |
| 7 september EK-kwalificatie Groep E № 927 «onderlinge duels» 19:00 uur | Zlatan Ibrahimović 7' Davide Simoncini 12' (e.d.) Aldo Simoncini 26' (e.d.) Andreas Granqvist 51' Zlatan Ibrahimović 77' Marcus Berg 90+3' |       |            | Swedbankstadion, Malmö Toeschouwers: 11.000 Scheidsrechter: David McKeon (IRL) |

|                                                                       |                                                                                        |       |                       |                                                                                       |
| 12 oktober EK-kwalificatie Groep E № 928 «onderlinge duels» 20:30 uur | Nederland                                                                              | 4 – 1 | Zweden                | Amsterdam Arena, Amsterdam Toeschouwers: 46.000 Scheidsrechter: Stéphane Lannoy (FRA) |
| 12 oktober EK-kwalificatie Groep E № 928 «onderlinge duels» 20:30 uur | Klaas-Jan Huntelaar 4' Ibrahim Afellay 36' Klaas-Jan Huntelaar 55' Ibrahim Afellay 59' |       | 69' Andreas Granqvist | Amsterdam Arena, Amsterdam Toeschouwers: 46.000 Scheidsrechter: Stéphane Lannoy (FRA) |

|                                                                  |        |       |           |                                                                            |
| 17 november Vriendschappelijk № 929 «onderlinge duels» 20:30 uur | Zweden | 0 – 0 | Duitsland | Ullevi, Göteborg Toeschouwers: 21.959 Scheidsrechter: Carlos Velasco (ESP) |
| 17 november Vriendschappelijk № 929 «onderlinge duels» 20:30 uur |        |       |           | Ullevi, Göteborg Toeschouwers: 21.959 Scheidsrechter: Carlos Velasco (ESP) |

### 2011
|                                                                 |                   |       |                                          |                                                                                       |
| 19 januari Vriendschappelijk № 930 «onderlinge duels» 16:00 uur | Botswana          | 1 – 2 | Zweden                                   | Groenpuntstadion, Kaapstad Toeschouwers: 2.000 Scheidsrechter: Victor Hlungwani (RSA) |
| 19 januari Vriendschappelijk № 930 «onderlinge duels» 16:00 uur | Joel Mogorosi 47' |       | 31' Alexander Gerndt 74' Anders Svensson | Groenpuntstadion, Kaapstad Toeschouwers: 2.000 Scheidsrechter: Victor Hlungwani (RSA) |

|                                                              |                    |       |                  |                                                                                  |
| 22 januari Officieus duel № 931 «onderlinge duels» 20:00 uur | Zuid-Afrika        | 1 – 1 | Zweden           | Mbombelastadion, Mbombela Toeschouwers: ??? Scheidsrechter: Gabriel Sekopo (RSA) |
| 22 januari Officieus duel № 931 «onderlinge duels» 20:00 uur | Tiyane Mabunda 10' |       | 30' Tobias Hysén | Mbombelastadion, Mbombela Toeschouwers: ??? Scheidsrechter: Gabriel Sekopo (RSA) |

|                                                               |        |                                    |        |                                                                                |
| 8 februari Cyprus Toernooi № 932 «onderlinge duels» 19:00 uur | Cyprus | 0 – 2                              | Zweden | GSP-stadion, Nicosia Toeschouwers: 2.000 Scheidsrechter: Alexandru Tudor (ROM) |
| 8 februari Cyprus Toernooi № 932 «onderlinge duels» 19:00 uur |        | 26' Tobias Hysén 45+1' Marcus Berg |        | GSP-stadion, Nicosia Toeschouwers: 2.000 Scheidsrechter: Alexandru Tudor (ROM) |

|                                                               |                   |       |                        |                                                                                 |
| 9 februari Cyprus Toernooi № 933 «onderlinge duels» 19:30 uur | Zweden            | 1 – 1 | Oekraïne               | GSP-stadion, Nicosia Toeschouwers: 2.000 Scheidsrechter: Leontios Trattou (CYP) |
| 9 februari Cyprus Toernooi № 933 «onderlinge duels» 19:30 uur | Johan Elmander 7' |       | 20' (pen.) Marko Dević | GSP-stadion, Nicosia Toeschouwers: 2.000 Scheidsrechter: Leontios Trattou (CYP) |

|                                                                     |                                         |       |                       |                                                                                   |
| 29 maart EK-kwalificatie Groep E № 934 «onderlinge duels» 19:00 uur | Zweden                                  | 2 – 1 | Moldavië              | Råsundastadion, Stockholm Toeschouwers: 25.544 Scheidsrechter: Knut Kircher (GER) |
| 29 maart EK-kwalificatie Groep E № 934 «onderlinge duels» 19:00 uur | Mikael Lustig 30' Sebastian Larsson 82' |       | 90' Alexandru Suvorov | Råsundastadion, Stockholm Toeschouwers: 25.544 Scheidsrechter: Knut Kircher (GER) |

|                                                                   |                  |       |                                                                             |                                                                                      |
| 3 juni EK-kwalificatie Groep E № 935 «onderlinge duels» 20:30 uur | Moldavië         | 1 – 4 | Zweden                                                                      | Stadionul Zimbru, Chisinau Toeschouwers: 12.000 Scheidsrechter: Andre Marriner (ENG) |
| 3 juni EK-kwalificatie Groep E № 935 «onderlinge duels» 20:30 uur | Igor Bugaiov 61' |       | 11' Ola Toivonen 30' Johan Elmander 58' Johan Elmander 88' Alexander Gerndt | Stadionul Zimbru, Chisinau Toeschouwers: 12.000 Scheidsrechter: Andre Marriner (ENG) |

|                                                                   | |       |         |                                                                                     |
| 7 juni EK-kwalificatie Groep E № 936 «onderlinge duels» 19:00 uur | Zweden                                                                                                  | 5 – 0 | Finland | Råsundastadion, Stockholm Toeschouwers: 32.128 Scheidsrechter: Antony Gautier (FRA) |
| 7 juni EK-kwalificatie Groep E № 936 «onderlinge duels» 19:00 uur | Kim Källström 12' Zlatan Ibrahimović 31' Zlatan Ibrahimović 35' Zlatan Ibrahimović 53' Emir Bajrami 83' |       |         | Råsundastadion, Stockholm Toeschouwers: 32.128 Scheidsrechter: Antony Gautier (FRA) |

|                                                                  |          |                  |        |                                                                                       |
| 10 augustus Vriendschappelijk № 937 «onderlinge duels» 20:00 uur | Oekraïne | 0 – 1            | Zweden | Metaliststadion, Charkov Toeschouwers: 39.000 Scheidsrechter: Paolo Tagliavento (ITA) |
| 10 augustus Vriendschappelijk № 937 «onderlinge duels» 20:00 uur |          | 90' Tobias Hysén |        | Metaliststadion, Charkov Toeschouwers: 39.000 Scheidsrechter: Paolo Tagliavento (ITA) |

|                                                                        |                                     |       |                           |                                                                                          |
| 2 september EK-kwalificatie Groep E № 938 «onderlinge duels» 20:45 uur | Hongarije                           | 2 – 1 | Zweden                    | Ferenc Puskásstadion, Boedapest Toeschouwers: 25.000 Scheidsrechter: Damir Skomina (SLO) |
| 2 september EK-kwalificatie Groep E № 938 «onderlinge duels» 20:45 uur | Imre Szabics 44' Gergely Rudolf 90' |       | 60' Christian Wilhelmsson | Ferenc Puskásstadion, Boedapest Toeschouwers: 25.000 Scheidsrechter: Damir Skomina (SLO) |

|                                                                        |            | |        |                                                                                     |
| 6 september EK-kwalificatie Groep E № 939 «onderlinge duels» 19:30 uur | San Marino | 0 – 5 | Zweden | Stadio Olimpico, Serravalle Toeschouwers: 2.946 Scheidsrechter: Steven McLean (SCO) |
| 6 september EK-kwalificatie Groep E № 939 «onderlinge duels» 19:30 uur |            | 64' Kim Källström 81' Martin Olsson 70' Christian Wilhelmsson 89' Tobias Hysén 90+3' Christian Wilhelmsson |        | Stadio Olimpico, Serravalle Toeschouwers: 2.946 Scheidsrechter: Steven McLean (SCO) |

|                                                                      |                  |       |                                        |                                                                                      |
| 7 oktober EK-kwalificatie Groep E № 940 «onderlinge duels» 17:15 uur | Finland          | 1 – 2 | Zweden                                 | Olympiastadion, Helsinki Toeschouwers: 23.257 Scheidsrechter: Mark Clattenburg (ENG) |
| 7 oktober EK-kwalificatie Groep E № 940 «onderlinge duels» 17:15 uur | Joona Toivio 73' |       | 8' Sebastian Larsson 52' Martin Olsson | Olympiastadion, Helsinki Toeschouwers: 23.257 Scheidsrechter: Mark Clattenburg (ENG) |

|                                                                      |                                                          |       |                                        |                                                                                   |
| 7 oktober EK-kwalificatie Groep E № 941 «onderlinge duels» 20:15 uur | Zweden                                                   | 3 – 2 | Nederland                              | Råsundastadion, Stockholm Toeschouwers: 33.066 Scheidsrechter: Cüneyt Çakır (TUR) |
| 7 oktober EK-kwalificatie Groep E № 941 «onderlinge duels» 20:15 uur | Kim Källström 14' Sebastian Larsson 52' Ola Toivonen 53' |       | 23' Klaas-Jan Huntelaar 50' Dirk Kuijt | Råsundastadion, Stockholm Toeschouwers: 33.066 Scheidsrechter: Cüneyt Çakır (TUR) |

|                                                                  |                                              |       |        |                                                                          |
| 11 november Vriendschappelijk № 942 «onderlinge duels» 18:00 uur | Denemarken                                   | 2 – 0 | Zweden | Parken, Kopenhagen Toeschouwers: 18.057 Scheidsrechter: Svein Moen (NOR) |
| 11 november Vriendschappelijk № 942 «onderlinge duels» 18:00 uur | Nicklas Bendtner 35' Michael Krohn-Dehli 80' |       |        | Parken, Kopenhagen Toeschouwers: 18.057 Scheidsrechter: Svein Moen (NOR) |

|                                                                  |                  |       |        |                                                                                   |
| 15 november Vriendschappelijk № 943 «onderlinge duels» 20:00 uur | Engeland         | 1 – 0 | Zweden | Wembley Stadium, Londen Toeschouwers: 48.876 Scheidsrechter: Pavel Královec (CZE) |
| 15 november Vriendschappelijk № 943 «onderlinge duels» 20:00 uur | Gareth Barry 22' |       |        | Wembley Stadium, Londen Toeschouwers: 48.876 Scheidsrechter: Pavel Královec (CZE) |

### 2012
|                                                                 |         |                                             |        |                                                                                         |
| 18 januari Vriendschappelijk № 944 «onderlinge duels» 20:00 uur | Bahrein | 0 – 2                                       | Zweden | Thani bin Jassimstadion, Doha Toeschouwers: 100 Scheidsrechter: Banjari Al-Dosari (QAT) |
| 18 januari Vriendschappelijk № 944 «onderlinge duels» 20:00 uur |         | 58' (pen.) Tobias Hysén 81' Oscar Hiljemark |        | Thani bin Jassimstadion, Doha Toeschouwers: 100 Scheidsrechter: Banjari Al-Dosari (QAT) |

|                                                              |       |                                                                                        |        |                                                                                 |
| 23 januari Officieus duel № 945 «onderlinge duels» 20:00 uur | Qatar | 0 – 5                                                                                  | Zweden | Jassim Bin Hamadstadion, Doha Toeschouwers: 200 Scheidsrechter: Ali Sabah (IRQ) |
| 23 januari Officieus duel № 945 «onderlinge duels» 20:00 uur |       | 50' Jimmy Durmaz 60' Viktor Claesson 69' Tobias Hysén 84' Simon Thern 90' Tobias Hysén |        | Jassim Bin Hamadstadion, Doha Toeschouwers: 200 Scheidsrechter: Ali Sabah (IRQ) |

|                                                                  |                         |       |                                                                           |                                                                                |
| 29 februari Vriendschappelijk № 946 «onderlinge duels» 20:30 uur | Kroatië                 | 1 – 3 | Zweden                                                                    | Maksimirstadion, Zagreb Toeschouwers: 7.000 Scheidsrechter: Mitja Žganec (SLO) |
| 29 februari Vriendschappelijk № 946 «onderlinge duels» 20:30 uur | Jonas Olsson 44' (e.d.) |       | 13' (pen.) Zlatan Ibrahimović 46' Sebastian Larsson 69' Sebastian Larsson | Maksimirstadion, Zagreb Toeschouwers: 7.000 Scheidsrechter: Mitja Žganec (SLO) |

|                                                             |                                                                  |       |                                                   |                                                                             |
| 30 mei Vriendschappelijk № 947 «onderlinge duels» 20:15 uur | Zweden                                                           | 3 – 2 | IJsland                                           | Ullevi, Göteborg Toeschouwers: 14.379 Scheidsrechter: Peter Rasmussen (DEN) |
| 30 mei Vriendschappelijk № 947 «onderlinge duels» 20:15 uur | Zlatan Ibrahimović 2' Ola Toivonen 15' Christian Wilhelmsson 81' |       | 29' Kolbeinn Sigþórsson 90+3' Hallgrímur Jónasson | Ullevi, Göteborg Toeschouwers: 14.379 Scheidsrechter: Peter Rasmussen (DEN) |

|                                                             |                                                |       |                   |                                                                              |
| 5 juni Vriendschappelijk № 948 «onderlinge duels» 19:00 uur | Zweden                                         | 2 – 1 | Servië            | Råsundastadion, Solna Toeschouwers: 20.691 Scheidsrechter: Felix Brych (GER) |
| 5 juni Vriendschappelijk № 948 «onderlinge duels» 19:00 uur | Ola Toivonen 23' Zlatan Ibrahimović 52' (pen.) |       | 27' Neven Subotić | Råsundastadion, Solna Toeschouwers: 20.691 Scheidsrechter: Felix Brych (GER) |

| EK voetbal 2012 |
| --------------- |

|                                                                 |                                               |       |                        |                                                                               |
| 11 juni EK-eindronde Groep D № 949 «onderlinge duels» 20:45 uur | Oekraïne                                      | 2 – 1 | Zweden                 | NSK Olimpiejsky, Kiev Toeschouwers: 64.290 Scheidsrechter: Cüneyt Çakır (TUR) |
| 11 juni EK-eindronde Groep D № 949 «onderlinge duels» 20:45 uur | Andrij Sjevtsjenko 55' Andrij Sjevtsjenko 61' |       | 52' Zlatan Ibrahimović | NSK Olimpiejsky, Kiev Toeschouwers: 64.290 Scheidsrechter: Cüneyt Çakır (TUR) |

|                                                                 |                                           |       |                                                     |                                                                                |
| 15 juni EK-eindronde Groep D № 950 «onderlinge duels» 22:00 uur | Zweden                                    | 2 – 3 | Engeland                                            | NSK Olimpiejsky, Kiev Toeschouwers: 48.000 Scheidsrechter: Damir Skomina (SLO) |
| 15 juni EK-eindronde Groep D № 950 «onderlinge duels» 22:00 uur | Glen Johnson 49' (e.d.) Olof Mellberg 59' |       | 23' Andy Carroll 64' Theo Walcott 78' Danny Welbeck | NSK Olimpiejsky, Kiev Toeschouwers: 48.000 Scheidsrechter: Damir Skomina (SLO) |

|                                                                 |                                                |       |           |                                                                                |
| 19 juni EK-eindronde Groep D № 951 «onderlinge duels» 20:45 uur | Zweden                                         | 2 – 0 | Frankrijk | NSK Olimpiejsky, Kiev Toeschouwers: 63.010 Scheidsrechter: Pedro Proença (POR) |
| 19 juni EK-eindronde Groep D № 951 «onderlinge duels» 20:45 uur | Zlatan Ibrahimović 54' Sebastian Larsson 90+1' |       |           | NSK Olimpiejsky, Kiev Toeschouwers: 63.010 Scheidsrechter: Pedro Proença (POR) |

|  |  |  |  |  |  |  |  |  |

|                                                                  |        |                                      |          |                                                                                |
| 15 augustus Vriendschappelijk № 952 «onderlinge duels» 20:00 uur | Zweden | 0 – 3                                | Brazilië | Råsundastadion, Solna Toeschouwers: 32.781 Scheidsrechter: Viktor Kassai (HUN) |
| 15 augustus Vriendschappelijk № 952 «onderlinge duels» 20:00 uur |        | 32' Leandro Damião 84' Pato 84' Pato |          | Råsundastadion, Solna Toeschouwers: 32.781 Scheidsrechter: Viktor Kassai (HUN) |

|                                                                  |                    |       |       |                                                                                   |
| 6 september Vriendschappelijk № 953 «onderlinge duels» 20:00 uur | Zweden             | 1 – 0 | China | Olympia, Helsingborg Toeschouwers: 9.073 Scheidsrechter: Mattias Gestranius (FIN) |
| 6 september Vriendschappelijk № 953 «onderlinge duels» 20:00 uur | Johan Elmander 47' |       |       | Olympia, Helsingborg Toeschouwers: 9.073 Scheidsrechter: Mattias Gestranius (FIN) |

|                                                                         |                                  |       |            |                                                                                 |
| 11 september WK-kwalificatie Groep C № 954 «onderlinge duels» 20:30 uur | Zweden                           | 2 – 0 | Kazachstan | Swedbankstadion, Malmö Toeschouwers: 20.414 Scheidsrechter: Sergiej Bojko (UKR) |
| 11 september WK-kwalificatie Groep C № 954 «onderlinge duels» 20:30 uur | Rasmus Elm 37' Marcus Berg 90+4' |       |            | Swedbankstadion, Malmö Toeschouwers: 20.414 Scheidsrechter: Sergiej Bojko (UKR) |

|                                                                       |                       |       |                                                 |                                                                                        |
| 12 oktober WK-kwalificatie Groep C № 955 «onderlinge duels» 18:00 uur | Faeröer               | 1 – 2 | Zweden                                          | Tórsvøllur, Tórshavn Toeschouwers: 5.100 Scheidsrechter: Anastasios Sidiropoulos (GRE) |
| 12 oktober WK-kwalificatie Groep C № 955 «onderlinge duels» 18:00 uur | Rógvi Baldvinsson 57' |       | 65' Alexander Kačaniklić 75' Zlatan Ibrahimović | Tórsvøllur, Tórshavn Toeschouwers: 5.100 Scheidsrechter: Anastasios Sidiropoulos (GRE) |

|                                                                       |                                                                         |       |                                                                              |                                                                                  |
| 16 oktober WK-kwalificatie Groep C № 956 «onderlinge duels» 20:45 uur | Duitsland                                                               | 4 – 4 | Zweden                                                                       | Olympiastadion, Berlijn Toeschouwers: 72.369 Scheidsrechter: Pedro Proença (POR) |
| 16 oktober WK-kwalificatie Groep C № 956 «onderlinge duels» 20:45 uur | Miroslav Klose 8' Miroslav Klose 15' Per Mertesacker 39' Mesut Özil 56' |       | 62' Zlatan Ibrahimović 64' Mikael Lustig 76' Johan Elmander 90+3' Rasmus Elm | Olympiastadion, Berlijn Toeschouwers: 72.369 Scheidsrechter: Pedro Proença (POR) |

|                                                                  |                                                                                             |       |                                      |                                                                            |
| 14 november Vriendschappelijk № 957 «onderlinge duels» 20:30 uur | Zweden                                                                                      | 4 – 2 | Engeland                             | Friends Arena, Solna Toeschouwers: 49.967 Scheidsrechter: Svein Moen (NOR) |
| 14 november Vriendschappelijk № 957 «onderlinge duels» 20:30 uur | Zlatan Ibrahimović 20' Zlatan Ibrahimović 78' Zlatan Ibrahimović 84' Zlatan Ibrahimović 90' |       | 35' Danny Welbeck 38' Steven Caulker | Friends Arena, Solna Toeschouwers: 49.967 Scheidsrechter: Svein Moen (NOR) |

### 2013
|                                                                                 |                   |       |                      |                                                                                                   |
| 23 januari Vriendschappelijk King's Cup 2013 № 958 «onderlinge duels» 18:00 uur | Noord-Korea       | 1 – 1 | Zweden               | 700th Anniversary Stadium, Chiang Mai Toeschouwers: 500 Scheidsrechter: Mongkolchai Pechsri (THA) |
| 23 januari Vriendschappelijk King's Cup 2013 № 958 «onderlinge duels» 18:00 uur | Hong Kum-Song 62' |       | 56' Erton Fejzullahu | 700th Anniversary Stadium, Chiang Mai Toeschouwers: 500 Scheidsrechter: Mongkolchai Pechsri (THA) |

|                                                                                 |         |                                                        |        | |
| 26 januari Vriendschappelijk King's Cup 2013 № 959 «onderlinge duels» 18:00 uur | Finland | 0 – 3                                                  | Zweden | 700th Anniversary Stadium, Chiang Mai Toeschouwers: 5.000 Scheidsrechter: Chaiya Alee Mahapab (THA) |
| 26 januari Vriendschappelijk King's Cup 2013 № 959 «onderlinge duels» 18:00 uur |         | 23' Tobias Hysén 73' Robin Quaison 90' Anders Svensson |        | 700th Anniversary Stadium, Chiang Mai Toeschouwers: 5.000 Scheidsrechter: Chaiya Alee Mahapab (THA) |

|                                                                 |                                   |       |                                                            |                                                                                |
| 6 februari Vriendschappelijk № 960 «onderlinge duels» 20:30 uur | Zweden                            | 2 – 3 | Argentinië                                                 | Friends Arena, Solna Toeschouwers: 49.646 Scheidsrechter: Antony Gautier (FRA) |
| 6 februari Vriendschappelijk № 960 «onderlinge duels» 20:30 uur | Jonas Olsson 18' Rasmus Elm 90+5' |       | 3' (e.d.) Mikael Lustig 19' Kun Agüero 23' Gonzalo Higuaín | Friends Arena, Solna Toeschouwers: 49.646 Scheidsrechter: Antony Gautier (FRA) |

|                                                                     |        |       |         |                                                                                 |
| 22 maart WK-kwalificatie Groep C № 961 «onderlinge duels» 20:45 uur | Zweden | 0 – 0 | Ierland | Friends Arena, Solna Toeschouwers: 49.436 Scheidsrechter: Alberto Undiano (ESP) |
| 22 maart WK-kwalificatie Groep C № 961 «onderlinge duels» 20:45 uur |        |       |         | Friends Arena, Solna Toeschouwers: 49.436 Scheidsrechter: Alberto Undiano (ESP) |

|                                                               |           |       |        |                                                                                        |
| 26 maart Vriendschappelijk № 962 «onderlinge duels» 20:00 uur | Slowakije | 0 – 0 | Zweden | Štadión pod Dubňom, Žilina Toeschouwers: 2.000 Scheidsrechter: Gerhard Grobelnik (AUT) |
| 26 maart Vriendschappelijk № 962 «onderlinge duels» 20:00 uur |           |       |        | Štadión pod Dubňom, Žilina Toeschouwers: 2.000 Scheidsrechter: Gerhard Grobelnik (AUT) |

|                                                             |                          |       |           |                                                                                  |
| 3 juni Vriendschappelijk № 963 «onderlinge duels» 19:00 uur | Zweden                   | 1 – 0 | Macedonië | Swedbankstadion, Malmö Toeschouwers: 14.459 Scheidsrechter: Pavel Královec (CZE) |
| 3 juni Vriendschappelijk № 963 «onderlinge duels» 19:00 uur | Alexander Kačaniklić 39' |       |           | Swedbankstadion, Malmö Toeschouwers: 14.459 Scheidsrechter: Pavel Královec (CZE) |

|                                                                   |                                       |       |                    |                                                                                       |
| 7 juni WK-kwalificatie Groep C № 964 «onderlinge duels» 20:45 uur | Oostenrijk                            | 2 – 1 | Zweden             | Ernst Happelstadion, Wenen Toeschouwers: 48.500 Scheidsrechter: Gianluca Rocchi (ITA) |
| 7 juni WK-kwalificatie Groep C № 964 «onderlinge duels» 20:45 uur | David Alaba 26' (pen.) Marc Janko 32' |       | 82' Johan Elmander | Ernst Happelstadion, Wenen Toeschouwers: 48.500 Scheidsrechter: Gianluca Rocchi (ITA) |

|                                                                    |                                                      |       |         |                                                                                  |
| 11 juni WK-kwalificatie Groep C № 965 «onderlinge duels» 20:15 uur | Zweden                                               | 2 – 0 | Faeröer | Friends Arena, Solna Toeschouwers: 32.858 Scheidsrechter: Nikolaj Jordanov (BUL) |
| 11 juni WK-kwalificatie Groep C № 965 «onderlinge duels» 20:15 uur | Zlatan Ibrahimović 35' Zlatan Ibrahimović 82' (pen.) |       |         | Friends Arena, Solna Toeschouwers: 32.858 Scheidsrechter: Nikolaj Jordanov (BUL) |

|                                                                  |                                                                                         |       |                                                    |                                                                                |
| 14 augustus Vriendschappelijk № 966 «onderlinge duels» 20:00 uur | Zweden                                                                                  | 4 – 2 | Noorwegen                                          | Friends Arena, Solna Toeschouwers: 13.438 Scheidsrechter: Michael Oliver (ENG) |
| 14 augustus Vriendschappelijk № 966 «onderlinge duels» 20:00 uur | Zlatan Ibrahimović 2' Zlatan Ibrahimović 28' Zlatan Ibrahimović 57' Anders Svensson 75' |       | 38' (pen.) Mohammed Abdellaoue 43' Stefan Johansen | Friends Arena, Solna Toeschouwers: 13.438 Scheidsrechter: Michael Oliver (ENG) |

|                                                                        |                  |       |                                        |                                                                               |
| 6 september WK-kwalificatie Groep C № 967 «onderlinge duels» 20:45 uur | Ierland          | 1 – 2 | Zweden                                 | Avivastadion, Dublin Toeschouwers: 49.500 Scheidsrechter: Damir Skomina (SLO) |
| 6 september WK-kwalificatie Groep C № 967 «onderlinge duels» 20:45 uur | Robbie Keane 21' |       | 33' Johan Elmander 57' Anders Svensson | Avivastadion, Dublin Toeschouwers: 49.500 Scheidsrechter: Damir Skomina (SLO) |

|                                                                         |            |                       |        |                                                                                  |
| 10 september WK-kwalificatie Groep C № 968 «onderlinge duels» 17:00 uur | Kazachstan | 0 – 1                 | Zweden | Astana Arena, Astana Toeschouwers: 20.000 Scheidsrechter: Miroslav Zelinka (CZE) |
| 10 september WK-kwalificatie Groep C № 968 «onderlinge duels» 17:00 uur |            | 1' Zlatan Ibrahimović |        | Astana Arena, Astana Toeschouwers: 20.000 Scheidsrechter: Miroslav Zelinka (CZE) |

|                                                                       |                                          |       |                   |                                                                              |
| 11 oktober WK-kwalificatie Groep C № 969 «onderlinge duels» 20:45 uur | Zweden                                   | 2 – 1 | Oostenrijk        | Friends Arena, Solna Toeschouwers: 49.416 Scheidsrechter: Cüneyt Çakır (TUR) |
| 11 oktober WK-kwalificatie Groep C № 969 «onderlinge duels» 20:45 uur | Martin Olsson 56' Zlatan Ibrahimović 86' |       | 29' Martin Harnik | Friends Arena, Solna Toeschouwers: 49.416 Scheidsrechter: Cüneyt Çakır (TUR) |

|                                                                       |                                                           |       |                                                                                         |                                                                                |
| 15 oktober WK-kwalificatie Groep C № 970 «onderlinge duels» 20:45 uur | Zweden                                                    | 3 – 5 | Duitsland                                                                               | Friends Arena, Solna Toeschouwers: 25.464 Scheidsrechter: William Collum (SCO) |
| 15 oktober WK-kwalificatie Groep C № 970 «onderlinge duels» 20:45 uur | Tobias Hysén 6' Alexander Kačaniklić 42' Tobias Hysén 69' |       | 45' Mesut Özil 52' Mario Götze 57' André Schürrle 66' André Schürrle 76' André Schürrle | Friends Arena, Solna Toeschouwers: 25.464 Scheidsrechter: William Collum (SCO) |

|                                                                          |                       |       |        |                                                                                    |
| 15 november WK-kwalificatie Play-offs № 971 «onderlinge duels» 20:45 uur | Portugal              | 1 – 0 | Zweden | Estádio da Luz, Lissabon Toeschouwers: 61.467 Scheidsrechter: Nicola Rizzoli (ITA) |
| 15 november WK-kwalificatie Play-offs № 971 «onderlinge duels» 20:45 uur | Cristiano Ronaldo 82' |       |        | Estádio da Luz, Lissabon Toeschouwers: 61.467 Scheidsrechter: Nicola Rizzoli (ITA) |

|                                                                          |                                               |       |                                                                   |                                                                             |
| 19 november WK-kwalificatie Play-offs № 972 «onderlinge duels» 20:45 uur | Zweden                                        | 2 – 3 | Portugal                                                          | Friends Arena, Solna Toeschouwers: 49.766 Scheidsrechter: Howard Webb (ENG) |
| 19 november WK-kwalificatie Play-offs № 972 «onderlinge duels» 20:45 uur | Zlatan Ibrahimović 68' Zlatan Ibrahimović 72' |       | 50' Cristiano Ronaldo 77' Cristiano Ronaldo 79' Cristiano Ronaldo | Friends Arena, Solna Toeschouwers: 49.766 Scheidsrechter: Howard Webb (ENG) |

### 2014
|                                                                 |                         |       |                                           |                                                                                          |
| 17 januari Vriendschappelijk № 973 «onderlinge duels» 17:00 uur | Moldavië                | 1 – 2 | Zweden                                    | Mohammed Bin Zayidstadion, Abu Dhabi Toeschouwers: 100 Scheidsrechter: Jameel Juma (BHR) |
| 17 januari Vriendschappelijk № 973 «onderlinge duels» 17:00 uur | Henrique Luvannor 45+1' |       | 77' Erton Fejzullahu 86' Erton Fejzullahu | Mohammed Bin Zayidstadion, Abu Dhabi Toeschouwers: 100 Scheidsrechter: Jameel Juma (BHR) |

|                                                                 |         |                                        |        |                                                                                             |
| 21 januari Vriendschappelijk № 974 «onderlinge duels» 17:00 uur | IJsland | 0 – 2                                  | Zweden | Mohammed Bin Zayidstadion, Abu Dhabi Toeschouwers: 100 Scheidsrechter: Marai Al-Awaji (KSA) |
| 21 januari Vriendschappelijk № 974 «onderlinge duels» 17:00 uur |         | 33' Robin Quaison 63' Guillermo Molins |        | Mohammed Bin Zayidstadion, Abu Dhabi Toeschouwers: 100 Scheidsrechter: Marai Al-Awaji (KSA) |

|                                                    |                                 |       |                  |                                                                                         |
| 5 maart Vriendschappelijk № 975 «onderlinge duels» | Turkije                         | 2 – 1 | Zweden           | Ankara 19 Mayısstadion, Ankara Toeschouwers: 19.200 Scheidsrechter: Milorad Mažić (SRB) |
| 5 maart Vriendschappelijk № 975 «onderlinge duels» | Mevlüt Erdinç 2' Olcan Adın 57' |       | 54' Ola Toivonen | Ankara 19 Mayısstadion, Ankara Toeschouwers: 19.200 Scheidsrechter: Milorad Mažić (SRB) |

|                                                             |                           |       |        |                                                                          |
| 28 mei Vriendschappelijk № 976 «onderlinge duels» 20:15 uur | Denemarken                | 1 – 0 | Zweden | Parken, Kopenhagen Toeschouwers: 27.872 Scheidsrechter: Svein Moen (NOR) |
| 28 mei Vriendschappelijk № 976 «onderlinge duels» 20:15 uur | Daniel Agger 90+3' (pen.) |       |        | Parken, Kopenhagen Toeschouwers: 27.872 Scheidsrechter: Svein Moen (NOR) |

|                                                             |        |                                   |        |                                                                                  |
| 1 juni Vriendschappelijk № 977 «onderlinge duels» 20:15 uur | Zweden | 0 – 2                             | België | Friends Arena, Solna Toeschouwers: 24.732 Scheidsrechter: Mark Clattenburg (ENG) |
| 1 juni Vriendschappelijk № 977 «onderlinge duels» 20:15 uur |        | 34' Romelu Lukaku 78' Eden Hazard |        | Friends Arena, Solna Toeschouwers: 24.732 Scheidsrechter: Mark Clattenburg (ENG) |

|                                                                  |                                              |       |         |                                                                                    |
| 4 september Vriendschappelijk № 978 «onderlinge duels» 20:45 uur | Zweden                                       | 2 – 0 | Estland | Friends Arena, Solna Toeschouwers: 15.421 Scheidsrechter: Kristinn Jakobsson (ISL) |
| 4 september Vriendschappelijk № 978 «onderlinge duels» 20:45 uur | Zlatan Ibrahimović 3' Zlatan Ibrahimović 24' |       |         | Friends Arena, Solna Toeschouwers: 15.421 Scheidsrechter: Kristinn Jakobsson (ISL) |

|                                                                        |                       |       |                  |                                                                                      |
| 8 september EK-kwalificatie Groep G № 979 «onderlinge duels» 20:45 uur | Oostenrijk            | 1 – 1 | Zweden           | Ernst Happelstadion, Wenen Toeschouwers: 48.500 Scheidsrechter: Pavel Královec (CZE) |
| 8 september EK-kwalificatie Groep G № 979 «onderlinge duels» 20:45 uur | David Alaba 7' (pen.) |       | 12' Erkan Zengin | Ernst Happelstadion, Wenen Toeschouwers: 48.500 Scheidsrechter: Pavel Královec (CZE) |

|                                                                      |                  |       |                       |                                                                                |
| 9 oktober EK-kwalificatie Groep G № 980 «onderlinge duels» 20:45 uur | Zweden           | 1 – 1 | Rusland               | Friends Arena, Solna Toeschouwers: 49.023 Scheidsrechter: Nicola Rizzoli (ITA) |
| 9 oktober EK-kwalificatie Groep G № 980 «onderlinge duels» 20:45 uur | Ola Toivonen 49' |       | 10' Aleksandr Kokorin | Friends Arena, Solna Toeschouwers: 49.023 Scheidsrechter: Nicola Rizzoli (ITA) |

|                                                                       |                                   |       |               |                                                                                   |
| 12 oktober EK-kwalificatie Groep G № 981 «onderlinge duels» 20:45 uur | Zweden                            | 2 – 0 | Liechtenstein | Friends Arena, Solna Toeschouwers: 22.528 Scheidsrechter: Gediminas Mažeika (LTU) |
| 12 oktober EK-kwalificatie Groep G № 981 «onderlinge duels» 20:45 uur | Erkan Zengin 34' Jimmy Durmaz 46' |       |               | Friends Arena, Solna Toeschouwers: 22.528 Scheidsrechter: Gediminas Mažeika (LTU) |

|                                                                        |                           |       |                       |                                                                                         |
| 15 november EK-kwalificatie Groep G № 982 «onderlinge duels» 20:45 uur | Montenegro                | 1 – 1 | Zweden                | Pod Goricomstadion, Podgorica Toeschouwers: 10.538 Scheidsrechter: William Collum (SCO) |
| 15 november EK-kwalificatie Groep G № 982 «onderlinge duels» 20:45 uur | Stevan Jovetić 80' (pen.) |       | 9' Zlatan Ibrahimović | Pod Goricomstadion, Podgorica Toeschouwers: 10.538 Scheidsrechter: William Collum (SCO) |

|                                                                  |                    |       |        |                                                                                         |
| 18 november Vriendschappelijk № 983 «onderlinge duels» 21:00 uur | Frankrijk          | 1 – 0 | Zweden | Stade Vélodrome, Marseille Toeschouwers: 55.000 Scheidsrechter: Jesús Gil Manzano (ESP) |
| 18 november Vriendschappelijk № 983 «onderlinge duels» 21:00 uur | Raphaël Varane 83' |       |        | Stade Vélodrome, Marseille Toeschouwers: 55.000 Scheidsrechter: Jesús Gil Manzano (ESP) |

### 2015
|                                                                 |           |                                        |        |                                                                                               |
| 15 januari Vriendschappelijk № 984 «onderlinge duels» 19:30 uur | Ivoorkust | 0 – 2                                  | Zweden | Mohammed Bin Zayidstadion, Abu Dhabi Toeschouwers: 100 Scheidsrechter: Yaqoub Alhammadi (UAE) |
| 15 januari Vriendschappelijk № 984 «onderlinge duels» 19:30 uur |           | 65' Johan Mårtensson 86' Marcus Rohdén |        | Mohammed Bin Zayidstadion, Abu Dhabi Toeschouwers: 100 Scheidsrechter: Yaqoub Alhammadi (UAE) |

|                                                                 |        |                 |         |                                                                                                  |
| 19 januari Vriendschappelijk № 985 «onderlinge duels» 18:30 uur | Zweden | 0 – 1           | Finland | Mohammed Bin Zayidstadion, Abu Dhabi Toeschouwers: 100 Scheidsrechter: Omar Mohamed Al-Ali (UAE) |
| 19 januari Vriendschappelijk № 985 «onderlinge duels» 18:30 uur |        | 63' Roope Riski |         | Mohammed Bin Zayidstadion, Abu Dhabi Toeschouwers: 100 Scheidsrechter: Omar Mohamed Al-Ali (UAE) |

|                                                                     |          |                                                      |        |                                                                                  |
| 27 maart EK-kwalificatie Groep G № 986 «onderlinge duels» 20:45 uur | Moldavië | 0 – 2                                                | Zweden | Stadionul Zimbru, Chișinău Toeschouwers: 10.375 Scheidsrechter: Ivan Bebek (CRO) |
| 27 maart EK-kwalificatie Groep G № 986 «onderlinge duels» 20:45 uur |          | 46' Zlatan Ibrahimović 84' (pen.) Zlatan Ibrahimović |        | Stadionul Zimbru, Chișinău Toeschouwers: 10.375 Scheidsrechter: Ivan Bebek (CRO) |

|                                                     |                                                         |       |                           |                                                                                  |
| 31 maart Vriendschappelijk № 987 «onderlinge duels» | Zweden                                                  | 3 – 1 | Iran                      | Friends Arena, Solna Toeschouwers: 33.773 Scheidsrechter: Serdar Gözübüyük (NED) |
| 31 maart Vriendschappelijk № 987 «onderlinge duels» | Zlatan Ibrahimović 11' Marcus Berg 21' Ola Toivonen 89' |       | 24' (pen.) Javad Nekounam | Friends Arena, Solna Toeschouwers: 33.773 Scheidsrechter: Serdar Gözübüyük (NED) |

|                                                             |           |       |        |                                                                                 |
| 8 juni Vriendschappelijk № 988 «onderlinge duels» 20:00 uur | Noorwegen | 0 – 0 | Zweden | Ullevaalstadion, Oslo Toeschouwers: 26.659 Scheidsrechter: Anthony Taylor (ENG) |
| 8 juni Vriendschappelijk № 988 «onderlinge duels» 20:00 uur |           |       |        | Ullevaalstadion, Oslo Toeschouwers: 26.659 Scheidsrechter: Anthony Taylor (ENG) |

|                                                                    |                                                               |       |                             |                                                                               |
| 14 juni EK-kwalificatie Groep G № 989 «onderlinge duels» 20:45 uur | Zweden                                                        | 3 – 1 | Montenegro                  | Friends Arena, Solna Toeschouwers: 32.224 Scheidsrechter: Hüseyin Göçek (TUR) |
| 14 juni EK-kwalificatie Groep G № 989 «onderlinge duels» 20:45 uur | Marcus Berg 38' Zlatan Ibrahimović 40' Zlatan Ibrahimović 44' |       | 64' (pen.) Dejan Damjanović | Friends Arena, Solna Toeschouwers: 32.224 Scheidsrechter: Hüseyin Göçek (TUR) |

|                                                                        |                    |       |        |                                                                                      |
| 5 september EK-kwalificatie Groep G № 990 «onderlinge duels» 18:00 uur | Rusland            | 1 – 0 | Zweden | Otkrytieje Arena, Moskou Toeschouwers: 42.000 Scheidsrechter: Mark Clattenburg (ENG) |
| 5 september EK-kwalificatie Groep G № 990 «onderlinge duels» 18:00 uur | Artjom Dzjoeba 38' |       |        | Otkrytieje Arena, Moskou Toeschouwers: 42.000 Scheidsrechter: Mark Clattenburg (ENG) |

|                                                              |                          |       |                                                                          |                                                                                         |
| 8 september EK-kwalificatie Groep G № 991 «onderlinge duels» | Zweden                   | 1 – 4 | Oostenrijk                                                               | Friends Arena, Solna Toeschouwers: 48.355 Scheidsrechter: Carlos Velasco Carballo (ESP) |
| 8 september EK-kwalificatie Groep G № 991 «onderlinge duels» | Zlatan Ibrahimović 90+1' |       | 9' (pen.) David Alaba 38' Martin Harnik 76' Marc Janko 88' Martin Harnik | Friends Arena, Solna Toeschouwers: 48.355 Scheidsrechter: Carlos Velasco Carballo (ESP) |

|                                                            |               |                                        |        |                                                                               |
| 9 oktober EK-kwalificatie Groep G № 992 «onderlinge duels» | Liechtenstein | 0 – 2                                  | Zweden | Rheinparkstadion, Vaduz Toeschouwers: 4.740 Scheidsrechter: Liran Liany (ISR) |
| 9 oktober EK-kwalificatie Groep G № 992 «onderlinge duels» |               | 18' Marcus Berg 55' Zlatan Ibrahimović |        | Rheinparkstadion, Vaduz Toeschouwers: 4.740 Scheidsrechter: Liran Liany (ISR) |

|                                                             |                                         |       |          |                                                                            |
| 12 oktober EK-kwalificatie Groep G № 993 «onderlinge duels» | Zweden                                  | 2 – 0 | Moldavië | Friends Arena, Solna Toeschouwers: 25.351 Scheidsrechter: Luca Banti (ITA) |
| 12 oktober EK-kwalificatie Groep G № 993 «onderlinge duels» | Zlatan Ibrahimović 24' Erkan Zengin 47' |       |          | Friends Arena, Solna Toeschouwers: 25.351 Scheidsrechter: Luca Banti (ITA) |

|                                                                          |                                                 |       |                       |                                                                                |
| 14 november EK-kwalificatie Play-offs № 994 «onderlinge duels» 20:45 uur | Zweden                                          | 2 – 1 | Denemarken            | Friends Arena, Solna Toeschouwers: 49.053 Scheidsrechter: Nicola Rizzoli (ITA) |
| 14 november EK-kwalificatie Play-offs № 994 «onderlinge duels» 20:45 uur | Emil Forsberg 45' Zlatan Ibrahimović 50' (pen.) |       | 80' Nicolai Jørgensen | Friends Arena, Solna Toeschouwers: 49.053 Scheidsrechter: Nicola Rizzoli (ITA) |

|                                                                          |                                             |       |                                               |                                                                               |
| 17 november EK-kwalificatie Play-offs № 995 «onderlinge duels» 20:45 uur | Denemarken                                  | 2 – 2 | Zweden                                        | Parken, Kopenhagen Toeschouwers: 36.051 Scheidsrechter: Martin Atkinson (ENG) |
| 17 november EK-kwalificatie Play-offs № 995 «onderlinge duels» 20:45 uur | Yussuf Poulsen 81' Jannik Vestergaard 90+1' |       | 19' Zlatan Ibrahimović 76' Zlatan Ibrahimović | Parken, Kopenhagen Toeschouwers: 36.051 Scheidsrechter: Martin Atkinson (ENG) |

### 2016
|                                                                |                  |       |                  |                                                                                                |
| 6 januari Vriendschappelijk № 996 «onderlinge duels» 17:45 uur | Estland          | 1 – 1 | Zweden           | Armed Forces SC Stadium, Abu Dhabi Toeschouwers: 100 Scheidsrechter: Ahmed Salem Khalfan (UAE) |
| 6 januari Vriendschappelijk № 996 «onderlinge duels» 17:45 uur | Albert Prosa 56' |       | 70' Mikael Ishak | Armed Forces SC Stadium, Abu Dhabi Toeschouwers: 100 Scheidsrechter: Ahmed Salem Khalfan (UAE) |

|                                                                 |                                                                    |       |         |                                                                                                |
| 10 januari Vriendschappelijk № 997 «onderlinge duels» 16:45 uur | Zweden                                                             | 3 – 0 | Finland | Armed Forces SC Stadium, Abu Dhabi Toeschouwers: 100 Scheidsrechter: Abdullah Al-Jardani (OMA) |
| 10 januari Vriendschappelijk № 997 «onderlinge duels» 16:45 uur | Emil Salomonsson 45+1' (pen.) Melker Hallberg 46' Emir Kujović 59' |       |         | Armed Forces SC Stadium, Abu Dhabi Toeschouwers: 100 Scheidsrechter: Abdullah Al-Jardani (OMA) |

|                                                     |                               |       |                       |                                                                                  |
| 24 maart Vriendschappelijk № 998 «onderlinge duels» | Turkije                       | 2 – 1 | Zweden                | Antalya Arena, Antalya Toeschouwers: 33.000 Scheidsrechter: Danny Makkelie (NED) |
| 24 maart Vriendschappelijk № 998 «onderlinge duels» | Cenk Tosun 32' Cenk Tosun 81' |       | 74' Andreas Granqvist | Antalya Arena, Antalya Toeschouwers: 33.000 Scheidsrechter: Danny Makkelie (NED) |

|                                                     |                 |       |                 |                                                                             |
| 29 maart Vriendschappelijk № 999 «onderlinge duels» | Zweden          | 1 – 1 | Tsjechië        | Friends Arena, Solna Toeschouwers: 18.745 Scheidsrechter: Bas Nijhuis (NED) |
| 29 maart Vriendschappelijk № 999 «onderlinge duels» | Marcus Berg 14' |       | 26' Matěj Vydra | Friends Arena, Solna Toeschouwers: 18.745 Scheidsrechter: Bas Nijhuis (NED) |

|                                                              |        |       |          |                                                                                |
| 30 mei Vriendschappelijk № 1000 «onderlinge duels» 19:30 uur | Zweden | 0 – 0 | Slovenië | Swedbankstadion, Malmö Toeschouwers: 16.925 Scheidsrechter: Jakob Kehlet (DEN) |
| 30 mei Vriendschappelijk № 1000 «onderlinge duels» 19:30 uur |        |       |          | Swedbankstadion, Malmö Toeschouwers: 16.925 Scheidsrechter: Jakob Kehlet (DEN) |

|                                                    |                                                       |       |       |                                                                             |
| 5 juni Vriendschappelijk № 1001 «onderlinge duels» | Zweden                                                | 3 – 0 | Wales | Friends Arena, Solna Toeschouwers: 37.942 Scheidsrechter: Tobias Welz (GER) |
| 5 juni Vriendschappelijk № 1001 «onderlinge duels» | Emil Forsberg 40' Mikael Lustig 57' John Guidetti 87' |       |       | Friends Arena, Solna Toeschouwers: 37.942 Scheidsrechter: Tobias Welz (GER) |

| Europees kampioenschap 2016 |
| --------------------------- |

|                                                             |                  |       |                         |                                                                                       |
| 13 juni EK 2016 Groep E № 1002 «onderlinge duels» 18:00 uur | Ierland          | 1 – 1 | Zweden                  | Stade de France, Saint-Denis Toeschouwers: 73.419 Scheidsrechter: Milorad Mažić (SRB) |
| 13 juni EK 2016 Groep E № 1002 «onderlinge duels» 18:00 uur | Wes Hoolahan 48' |       | 71' (e.d.) Ciaran Clark | Stade de France, Saint-Denis Toeschouwers: 73.419 Scheidsrechter: Milorad Mažić (SRB) |

|                                                             |          |       |        |                                                                                      |
| 17 juni EK 2016 Groep E № 1003 «onderlinge duels» 15:00 uur | Italië   | 1 – 0 | Zweden | Stadium Municipal, Toulouse Toeschouwers: 29.600 Scheidsrechter: Viktor Kassai (HUN) |
| 17 juni EK 2016 Groep E № 1003 «onderlinge duels» 15:00 uur | Éder 88' |       |        | Stadium Municipal, Toulouse Toeschouwers: 29.600 Scheidsrechter: Viktor Kassai (HUN) |

|                                                             |        |                      |        |                                                                              |
| 22 juni EK 2016 Groep E № 1004 «onderlinge duels» 21:00 uur | Zweden | 0 – 1                | België | Allianz Riviera, Nice Toeschouwers: 34.011 Scheidsrechter: Felix Brych (GER) |
| 22 juni EK 2016 Groep E № 1004 «onderlinge duels» 21:00 uur |        | 84' Radja Nainggolan |        | Allianz Riviera, Nice Toeschouwers: 34.011 Scheidsrechter: Felix Brych (GER) |

|  |  |  |  |  |  |  |  |  |

|                                                                         |                 |       |                     |                                                                                |
| 6 september WK-kwalificatie Groep A № 1005 «onderlinge duels» 20:45 uur | Zweden          | 1 – 1 | Nederland           | Friends Arena, Solna Toeschouwers: 36.128 Scheidsrechter: Daniele Orsato (ITA) |
| 6 september WK-kwalificatie Groep A № 1005 «onderlinge duels» 20:45 uur | Marcus Berg 43' |       | 67' Wesley Sneijder | Friends Arena, Solna Toeschouwers: 36.128 Scheidsrechter: Daniele Orsato (ITA) |

|                                                                       |           |                   |        |                                                                                     |
| 7 oktober WK-kwalificatie Groep A № 1006 «onderlinge duels» 20:45 uur | Luxemburg | 0 – 1             | Zweden | Stade Josy Barthel, Luxembourg Toeschouwers: 5.057 Scheidsrechter: Ivan Bebek (CRO) |
| 7 oktober WK-kwalificatie Groep A № 1006 «onderlinge duels» 20:45 uur |           | 58' Mikael Lustig |        | Stade Josy Barthel, Luxembourg Toeschouwers: 5.057 Scheidsrechter: Ivan Bebek (CRO) |

|                                                                        |                                                          |       |           |                                                                                |
| 10 oktober WK-kwalificatie Groep A № 1007 «onderlinge duels» 20:45 uur | Zweden                                                   | 3 – 0 | Bulgarije | Friends Arena, Solna Toeschouwers: 21.777 Scheidsrechter: Michael Oliver (ENG) |
| 10 oktober WK-kwalificatie Groep A № 1007 «onderlinge duels» 20:45 uur | Ola Toivonen 39' Oscar Hiljemark 45' Victor Lindelöf 58' |       |           | Friends Arena, Solna Toeschouwers: 21.777 Scheidsrechter: Michael Oliver (ENG) |

|                                                                         |                                  |       |                   |                                                                                       |
| 11 november WK-kwalificatie Groep A № 1008 «onderlinge duels» 20:45 uur | Frankrijk                        | 2 – 1 | Zweden            | Stade de France, Saint-Denis Toeschouwers: 78.000 Scheidsrechter: Milorad Mažić (SRB) |
| 11 november WK-kwalificatie Groep A № 1008 «onderlinge duels» 20:45 uur | Paul Pogba 57' Dimitri Payet 65' |       | 54' Emil Forsberg | Stade de France, Saint-Denis Toeschouwers: 78.000 Scheidsrechter: Milorad Mažić (SRB) |

|                                                                   |           |                                  |        |                                                                                   |
| 15 november Vriendschappelijk № 1009 «onderlinge duels» 20:45 uur | Hongarije | 0 – 2                            | Zweden | Groupama Arena, Boedapest Toeschouwers: 12.000 Scheidsrechter: Paolo Valeri (ITA) |
| 15 november Vriendschappelijk № 1009 «onderlinge duels» 20:45 uur |           | 30' Sam Larsson 67' Isaac Thelin |        | Groupama Arena, Boedapest Toeschouwers: 12.000 Scheidsrechter: Paolo Valeri (ITA) |

### 2017
|                                                                 |                                      |       |                           |                                                                                        |
| 8 januari Vriendschappelijk № 1010 «onderlinge duels» 20:45 uur | Ivoorkust                            | 2 – 1 | Zweden                    | Sjeik Zayidstadion, Abu Dhabi Toeschouwers: 300 Scheidsrechter: Ammar Al-Junaibi (VAE) |
| 8 januari Vriendschappelijk № 1010 «onderlinge duels» 20:45 uur | Serge N'Guessan 45' Giovanni Sio 50' |       | 39' (e.d.) Wilfried Kanon | Sjeik Zayidstadion, Abu Dhabi Toeschouwers: 300 Scheidsrechter: Ammar Al-Junaibi (VAE) |

|                                                                                 |           | |        | |
| 12 januari Officieus duel Vriendschappelijk № 1011 «onderlinge duels» 20:45 uur | Slowakije | 0 – 6 | Zweden | Sjeik Zayidstadion, Abu Dhabi Toeschouwers: 100 Scheidsrechter: Isa Abdulla Hasan Mohamed Ali (BHR) |
| 12 januari Officieus duel Vriendschappelijk № 1011 «onderlinge duels» 20:45 uur |           | 19' Alexander Isak 51' David Moberg Karlsson 59' Sebastian Andersson 79' Sebastian Andersson 89' Per Frick 90+2' Saman Ghoddos |        | Sjeik Zayidstadion, Abu Dhabi Toeschouwers: 100 Scheidsrechter: Isa Abdulla Hasan Mohamed Ali (BHR) |

|                                                                      |                                                                             |       |             |                                                                                |
| 25 maart WK-kwalificatie Groep A № 1012 «onderlinge duels» 20:45 uur | Zweden                                                                      | 4 – 0 | Wit-Rusland | Friends Arena, Solna Toeschouwers: 31.243 Scheidsrechter: Harald Lechner (AUT) |
| 25 maart WK-kwalificatie Groep A № 1012 «onderlinge duels» 20:45 uur | Emil Forsberg 19' (pen.) Emil Forsberg 49' Marcus Berg 57' Isaac Thelin 77' |       |             | Friends Arena, Solna Toeschouwers: 31.243 Scheidsrechter: Harald Lechner (AUT) |

|                                                                |                                                    |       |                                                                   |                                                                                          |
| 28 maart Vriendschappelijk № 1013 «onderlinge duels» 20:45 uur | Portugal                                           | 2 – 3 | Zweden                                                            | Estádio dos Barreiros, Funchal Toeschouwers: 10.415 Scheidsrechter: Clément Turpin (FRA) |
| 28 maart Vriendschappelijk № 1013 «onderlinge duels» 20:45 uur | Cristiano Ronaldo 18' Andreas Granqvist 34' (e.d.) |       | 57' Viktor Claesson 76' Viktor Claesson 90+3' (e.d.) João Cancelo | Estádio dos Barreiros, Funchal Toeschouwers: 10.415 Scheidsrechter: Clément Turpin (FRA) |

|                                                                    |                                     |       |                    |                                                                                 |
| 9 juni WK-kwalificatie Groep A № 1014 «onderlinge duels» 20:45 uur | Zweden                              | 2 – 1 | Frankrijk          | Friends Arena, Solna Toeschouwers: 48.783 Scheidsrechter: Martin Atkinson (ENG) |
| 9 juni WK-kwalificatie Groep A № 1014 «onderlinge duels» 20:45 uur | Jimmy Durmaz 43' Ola Toivonen 90+3' |       | 37' Olivier Giroud | Friends Arena, Solna Toeschouwers: 48.783 Scheidsrechter: Martin Atkinson (ENG) |

|                                                               |                         |       |                       |                                                                                   |
| 13 juni Vriendschappelijk № 1015 «onderlinge duels» 20:45 uur | Noorwegen               | 1 – 1 | Zweden                | Ullevaalstadion, Oslo Toeschouwers: 11.940 Scheidsrechter: Daniel Stefański (POL) |
| 13 juni Vriendschappelijk № 1015 «onderlinge duels» 20:45 uur | Mohamed Elyounoussi 44' |       | 81' Samuel Armenteros | Ullevaalstadion, Oslo Toeschouwers: 11.940 Scheidsrechter: Daniel Stefański (POL) |

|                                                                         |                                                                |       |                                   |                                                                                                   |
| 31 augustus WK-kwalificatie Groep A № 1016 «onderlinge duels» 20:45 uur | Bulgarije                                                      | 3 – 2 | Zweden                            | Vasil Levski Nationaal Stadion, Sofia Toeschouwers: 9.500 Scheidsrechter: Paolo Tagliavento (ITA) |
| 31 augustus WK-kwalificatie Groep A № 1016 «onderlinge duels» 20:45 uur | Stanislav Manolev 12' Georgi Kostadinov 33' Ivaylo Chochev 79' |       | 29' Mikael Lustig 44' Marcus Berg | Vasil Levski Nationaal Stadion, Sofia Toeschouwers: 9.500 Scheidsrechter: Paolo Tagliavento (ITA) |

|                                                                         |             |                                                                                      |        |                                                                                 |
| 3 september WK-kwalificatie Groep A № 1017 «onderlinge duels» 18:00 uur | Wit-Rusland | 0 – 4                                                                                | Zweden | Borisov Arena, Borisov Toeschouwers: 6.300 Scheidsrechter: Tobias Stieler (GER) |
| 3 september WK-kwalificatie Groep A № 1017 «onderlinge duels» 18:00 uur |             | 18' Emil Forsberg 24' Christoffer Nyman 37' Marcus Berg 84' (pen.) Andreas Granqvist |        | Borisov Arena, Borisov Toeschouwers: 6.300 Scheidsrechter: Tobias Stieler (GER) |

|                                                                       | |       |           |                                                                               |
| 7 oktober WK-kwalificatie Groep A № 1018 «onderlinge duels» 18:00 uur | Zweden | 8 – 0 | Luxemburg | Friends Arena, Solna Toeschouwers: 50.022 Scheidsrechter: Hüseyin Göçek (TUR) |
| 7 oktober WK-kwalificatie Groep A № 1018 «onderlinge duels» 18:00 uur | Andreas Granqvist 10' (pen.) Marcus Berg 18' Marcus Berg 37' Marcus Berg 54' Mikael Lustig 60' Andreas Granqvist 67' (pen.) Marcus Berg 71' Ola Toivonen 76' |       |           | Friends Arena, Solna Toeschouwers: 50.022 Scheidsrechter: Hüseyin Göçek (TUR) |

|                                                                        |                                          |       |        |                                                                                       |
| 10 oktober WK-kwalificatie Groep A № 1019 «onderlinge duels» 20:45 uur | Nederland                                | 2 – 0 | Zweden | Amsterdam ArenA, Amsterdam Toeschouwers: 41.244 Scheidsrechter: Sergej Karasjov (RUS) |
| 10 oktober WK-kwalificatie Groep A № 1019 «onderlinge duels» 20:45 uur | Arjen Robben 16' (pen.) Arjen Robben 40' |       |        | Amsterdam ArenA, Amsterdam Toeschouwers: 41.244 Scheidsrechter: Sergej Karasjov (RUS) |

|                                                                          |                     |       |        |                                                                              |
| 10 november WK-kwalificatie Play-off № 1020 «onderlinge duels» 20:45 uur | Zweden              | 1 – 0 | Italië | Friends Arena, Solna Toeschouwers: 49.193 Scheidsrechter: Cüneyt Çakir (TUR) |
| 10 november WK-kwalificatie Play-off № 1020 «onderlinge duels» 20:45 uur | Jakob Johansson 61' |       |        | Friends Arena, Solna Toeschouwers: 49.193 Scheidsrechter: Cüneyt Çakir (TUR) |

|                                                                          |        |       |        |                                                                                               |
| 13 november WK-kwalificatie Play-off № 1021 «onderlinge duels» 20:45 uur | Italië | 0 – 0 | Zweden | Stadio Giuseppe Meazza, Milaan Toeschouwers: 72.696 Scheidsrechter: Antonio Mateu Lahoz (ESP) |
| 13 november WK-kwalificatie Play-off № 1021 «onderlinge duels» 20:45 uur |        |       |        | Stadio Giuseppe Meazza, Milaan Toeschouwers: 72.696 Scheidsrechter: Antonio Mateu Lahoz (ESP) |

### 2018
|                                                                 |                 |       |                    |                                                                                            |
| 7 januari Vriendschappelijk № 1022 «onderlinge duels» 20:15 uur | Estland         | 1 – 1 | Zweden             | Zayed Sports City Stadion, Abu Dhabi Toeschouwers: 200 Scheidsrechter: Antti Munukka (FIN) |
| 7 januari Vriendschappelijk № 1022 «onderlinge duels» 20:15 uur | Henri Anier 58' |       | 79' Kalle Holmberg | Zayed Sports City Stadion, Abu Dhabi Toeschouwers: 200 Scheidsrechter: Antti Munukka (FIN) |

|                                                                  |                      |       |            |                                                                                     |
| 11 januari Vriendschappelijk № 1023 «onderlinge duels» 20:45 uur | Zweden               | 1 – 0 | Denemarken | Sjeik Zayidstadion, Abu Dhabi Toeschouwers: 200 Scheidsrechter: Antti Munukka (FIN) |
| 11 januari Vriendschappelijk № 1023 «onderlinge duels» 20:45 uur | Gustaf Nilsson 90+3' |       |            | Sjeik Zayidstadion, Abu Dhabi Toeschouwers: 200 Scheidsrechter: Antti Munukka (FIN) |

|                                                                |                  |       |                                     |                                                                                |
| 24 maart Vriendschappelijk № 1024 «onderlinge duels» 18:00 uur | Zweden           | 1 – 2 | Chili                               | Friends Arena, Solna Toeschouwers: 48.134 Scheidsrechter: Anthony Taylor (ENG) |
| 24 maart Vriendschappelijk № 1024 «onderlinge duels» 18:00 uur | Ola Toivonen 23' |       | 22' Arturo Vidal 90' Marcos Bolados | Friends Arena, Solna Toeschouwers: 48.134 Scheidsrechter: Anthony Taylor (ENG) |

|                                                                |                   |       |        |                                                                                           |
| 27 maart Vriendschappelijk № 1025 «onderlinge duels» 20:30 uur | Roemenië          | 1 – 0 | Zweden | Ion Oblemencostadion, Craiova Toeschouwers: 20.000 Scheidsrechter: Roi Reinshreiber (ISR) |
| 27 maart Vriendschappelijk № 1025 «onderlinge duels» 20:30 uur | Dorin Rotariu 57' |       |        | Ion Oblemencostadion, Craiova Toeschouwers: 20.000 Scheidsrechter: Roi Reinshreiber (ISR) |

|                                                              |        |       |            |                                                                                |
| 2 juni Vriendschappelijk № 1026 «onderlinge duels» 20:45 uur | Zweden | 0 – 0 | Denemarken | Friends Arena, Solna Toeschouwers: 41.558 Scheidsrechter: Tobias Stieler (GER) |
| 2 juni Vriendschappelijk № 1026 «onderlinge duels» 20:45 uur |        |       |            | Friends Arena, Solna Toeschouwers: 41.558 Scheidsrechter: Tobias Stieler (GER) |

|                                                              |        |       |      |                                                                        |
| 9 juni Vriendschappelijk № 1027 «onderlinge duels» 19:15 uur | Zweden | 0 – 0 | Peru | Ullevi, Göteborg Toeschouwers: 32.163 Scheidsrechter: Svein Moen (NOR) |
| 9 juni Vriendschappelijk № 1027 «onderlinge duels» 19:15 uur |        |       |      | Ullevi, Göteborg Toeschouwers: 32.163 Scheidsrechter: Svein Moen (NOR) |

| WK 2018 |
| ------- |

|                                                                     |                              |       |            |                                                                                         |
| 18 juni WK 2018 Groep F № 1028 «onderlinge duels» 14:00 uur (UTC+3) | Zweden                       | 1 – 0 | Zuid-Korea | Strelkastadion, Nizjni Novgorod Toeschouwers: 42.300 Scheidsrechter: Joel Aguilar (ESA) |
| 18 juni WK 2018 Groep F № 1028 «onderlinge duels» 14:00 uur (UTC+3) | Andreas Granqvist 65' (pen.) |       |            | Strelkastadion, Nizjni Novgorod Toeschouwers: 42.300 Scheidsrechter: Joel Aguilar (ESA) |

|                                                                     |                                 |       |                  |                                                                                             |
| 23 juni WK 2018 Groep F № 1029 «onderlinge duels» 20:00 uur (UTC+3) | Duitsland                       | 2 – 1 | Zweden           | Olympisch Stadion Fisjt, Sotsji Toeschouwers: 44.287 Scheidsrechter: Szymon Marciniak (POL) |
| 23 juni WK 2018 Groep F № 1029 «onderlinge duels» 20:00 uur (UTC+3) | Marco Reus 48' Toni Kroos 90+5' |       | 32' Ola Toivonen | Olympisch Stadion Fisjt, Sotsji Toeschouwers: 44.287 Scheidsrechter: Szymon Marciniak (POL) |

|                                                                     |        |                                                                               |        |                                                                                            |
| 27 juni WK 2018 Groep F № 1030 «onderlinge duels» 19:00 uur (UTC+5) | Mexico | 0 – 3                                                                         | Zweden | Centraal Stadion, Jekaterinenburg Toeschouwers: 33.061 Scheidsrechter: Néstor Pitana (ARG) |
| 27 juni WK 2018 Groep F № 1030 «onderlinge duels» 19:00 uur (UTC+5) |        | 50' Ludwig Augustinsson 62' (pen.) Andreas Granqvist 74' (e.d.) Edson Álvarez |        | Centraal Stadion, Jekaterinenburg Toeschouwers: 33.061 Scheidsrechter: Néstor Pitana (ARG) |

|                                                                           |                   |       |             |                                                                                               |
| 3 juli WK 2018 Achtste finale № 1031 «onderlinge duels» 16:00 uur (UTC+3) | Zweden            | 1 – 0 | Zwitserland | Nieuwe Zenitstadion, Sint-Petersburg Toeschouwers: 64.042 Scheidsrechter: Damir Skomina (SLO) |
| 3 juli WK 2018 Achtste finale № 1031 «onderlinge duels» 16:00 uur (UTC+3) | Emil Forsberg 66' |       |             | Nieuwe Zenitstadion, Sint-Petersburg Toeschouwers: 64.042 Scheidsrechter: Damir Skomina (SLO) |

|                                                                        |        |                                 |          |                                                                               |
| 7 juli WK 2018 Kwartfinale № 1032 «onderlinge duels» 16:00 uur (UTC+4) | Zweden | 0 – 2                           | Engeland | Cosmos Arena, Samara Toeschouwers: 39.991 Scheidsrechter: Björn Kuipers (NED) |
| 7 juli WK 2018 Kwartfinale № 1032 «onderlinge duels» 16:00 uur (UTC+4) |        | 30' Harry Maguire 59' Dele Alli |          | Cosmos Arena, Samara Toeschouwers: 39.991 Scheidsrechter: Björn Kuipers (NED) |

|  |  |  |  |  |  |  |  |  |

|                                                                   |                                           |       |        |                                                                            |
| 6 september Vriendschappelijk № 1033 «onderlinge duels» 20:45 uur | Oostenrijk                                | 2 – 0 | Zweden | Generali Arena, Wenen Toeschouwers: 11.000 Scheidsrechter: Paweł Gil (POL) |
| 6 september Vriendschappelijk № 1033 «onderlinge duels» 20:45 uur | Filip Helander 11' (e.d.) David Alaba 64' |       |        | Generali Arena, Wenen Toeschouwers: 11.000 Scheidsrechter: Paweł Gil (POL) |

|                                                                               |                                      |       |                                                        |                                                                                   |
| 10 september UEFA Nations League Groep B2 № 1034 «onderlinge duels» 20:45 uur | Zweden                               | 2 – 3 | Turkije                                                | Friends Arena, Solna Toeschouwers: 21.832 Scheidsrechter: Jesús Gil Manzano (ESP) |
| 10 september UEFA Nations League Groep B2 № 1034 «onderlinge duels» 20:45 uur | Isaac Thelin 35' Viktor Claesson 49' |       | 51' Hakan Çalhanoğlu 88' Emre Akbaba 90+2' Emre Akbaba | Friends Arena, Solna Toeschouwers: 21.832 Scheidsrechter: Jesús Gil Manzano (ESP) |

|                                                                             |         |       |        |                                                                                        |
| 11 oktober UEFA Nations League Groep B2 № 1035 «onderlinge duels» 20:45 uur | Rusland | 0 – 0 | Zweden | Stadion Kaliningrad, Kaliningrad Toeschouwers: 31.698 Scheidsrechter: Luca Banti (ITA) |
| 11 oktober UEFA Nations League Groep B2 № 1035 «onderlinge duels» 20:45 uur |         |       |        | Stadion Kaliningrad, Kaliningrad Toeschouwers: 31.698 Scheidsrechter: Luca Banti (ITA) |

|                                                                 |                   |       |                   |                                                                             |
| 16 oktober Vriendschappelijk № 283 «onderlinge duels» 20:45 uur | Zweden            | 1 – 1 | Slowakije         | Friends Arena, Solna Toeschouwers: 9.876 Scheidsrechter: Jakob Kehlet (DEN) |
| 16 oktober Vriendschappelijk № 283 «onderlinge duels» 20:45 uur | John Guidetti 52' |       | 84' Albert Rusnák | Friends Arena, Solna Toeschouwers: 9.876 Scheidsrechter: Jakob Kehlet (DEN) |

|                                                                              |         |                              |        |                                                                                              |
| 17 november UEFA Nations League Groep B2 № 1037 «onderlinge duels» 20:00 uur | Turkije | 0 – 1                        | Zweden | Konya Büyükşehir Torku Arena, Konya Toeschouwers: 37.425 Scheidsrechter: István Kovács (ROM) |
| 17 november UEFA Nations League Groep B2 № 1037 «onderlinge duels» 20:00 uur |         | 71' (pen.) Andreas Granqvist |        | Konya Büyükşehir Torku Arena, Konya Toeschouwers: 37.425 Scheidsrechter: István Kovács (ROM) |

|                                                                              |                                     |       |         |                                                                                |
| 20 november UEFA Nations League Groep B2 № 1038 «onderlinge duels» 20:45 uur | Zweden                              | 2 – 0 | Rusland | Friends Arena, Solna Toeschouwers: 20.223 Scheidsrechter: Benoît Bastien (FRA) |
| 20 november UEFA Nations League Groep B2 № 1038 «onderlinge duels» 20:45 uur | Victor Lindelöf 41' Marcus Berg 72' |       |         | Friends Arena, Solna Toeschouwers: 20.223 Scheidsrechter: Benoît Bastien (FRA) |

### 2019
|                                                                 |                    |       |        |                                                                                        |
| 8 januari Vriendschappelijk № 1039 «onderlinge duels» 18:45 uur | Finland            | 1 – 0 | Zweden | Jassim Bin Hamadstadion, Doha Toeschouwers: 326 Scheidsrechter: Abdulla Al Marri (QAT) |
| 8 januari Vriendschappelijk № 1039 «onderlinge duels» 18:45 uur | Eero Markkanen 23' |       |        | Jassim Bin Hamadstadion, Doha Toeschouwers: 326 Scheidsrechter: Abdulla Al Marri (QAT) |

|                                                                  |                                               |       |                                     | |
| 11 januari Vriendschappelijk № 1040 «onderlinge duels» 18:45 uur | IJsland                                       | 2 – 2 | Zweden                              | Khalifa Internationaal Stadion, Ar Rayyan Toeschouwers: 187 Scheidsrechter: Mohammed Al Shammari (QAT) |
| 11 januari Vriendschappelijk № 1040 «onderlinge duels» 18:45 uur | Óttar Magnús Karlsson 6' Jón Þorsteinsson 90' |       | 47' Viktor Gyökeres 67' Simon Thern | Khalifa Internationaal Stadion, Ar Rayyan Toeschouwers: 187 Scheidsrechter: Mohammed Al Shammari (QAT) |

|                                                                      |                                       |       |                    |                                                                                |
| 23 maart EK-kwalificatie Groep F № 1041 «onderlinge duels» 18:00 uur | Zweden                                | 2 – 1 | Roemenië           | Friends Arena, Solna Toeschouwers: 30.115 Scheidsrechter: Michael Oliver (ENG) |
| 23 maart EK-kwalificatie Groep F № 1041 «onderlinge duels» 18:00 uur | Robin Quaison 33' Viktor Claesson 40' |       | 58' Claudiu Keșerü | Friends Arena, Solna Toeschouwers: 30.115 Scheidsrechter: Michael Oliver (ENG) |

|                                                                      |                                                    |       |                                                                     |                                                                                  |
| 26 maart EK-kwalificatie Groep F № 1042 «onderlinge duels» 20:45 uur | Noorwegen                                          | 3 – 3 | Zweden                                                              | Ullevaalstadion, Oslo Toeschouwers: 23.459 Scheidsrechter: Gianluca Rocchi (ITA) |
| 26 maart EK-kwalificatie Groep F № 1042 «onderlinge duels» 20:45 uur | Bjørn Johnsen 41' Joshua King 59' Ola Kamara 90+7' |       | 70' Viktor Claesson 86' (e.d.) Håvard Nordtveit 90+1' Robin Quaison | Ullevaalstadion, Oslo Toeschouwers: 23.459 Scheidsrechter: Gianluca Rocchi (ITA) |

|                                                                    |                                                         |       |       |                                                                               |
| 7 juni EK-kwalificatie Groep F № 1043 «onderlinge duels» 20:45 uur | Zweden                                                  | 3 – 0 | Malta | Friends Arena, Solna Toeschouwers: 26.421 Scheidsrechter: Robert Harvey (IRL) |
| 7 juni EK-kwalificatie Groep F № 1043 «onderlinge duels» 20:45 uur | Robin Quaison 2' Viktor Claesson 50' Alexander Isak 81' |       |       | Friends Arena, Solna Toeschouwers: 26.421 Scheidsrechter: Robert Harvey (IRL) |

|                                                                     |                                                                      |       |        |                                                                                             |
| 10 juni EK-kwalificatie Groep F № 1044 «onderlinge duels» 20:45 uur | Spanje                                                               | 3 – 0 | Zweden | Estadio Santiago Bernabéu, Madrid Toeschouwers: 72.205 Scheidsrechter: William Collum (SCO) |
| 10 juni EK-kwalificatie Groep F № 1044 «onderlinge duels» 20:45 uur | Sergio Ramos 64' (pen.) Álvaro Morata 85' (pen.) Mikel Oyarzabal 87' |       |        | Estadio Santiago Bernabéu, Madrid Toeschouwers: 72.205 Scheidsrechter: William Collum (SCO) |

|                                                                         |         |                                                                             |        |                                                                              |
| 5 september EK-kwalificatie Groep F № 1045 «onderlinge duels» 20:45 uur | Faeröer | 0 – 4                                                                       | Zweden | Tórsvøllur, Tórshavn Toeschouwers: 3.108 Scheidsrechter: Tiago Martins (POR) |
| 5 september EK-kwalificatie Groep F № 1045 «onderlinge duels» 20:45 uur |         | 12' Alexander Isak 15' Alexander Isak 23' Victor Lindelöf 41' Robin Quaison |        | Tórsvøllur, Tórshavn Toeschouwers: 3.108 Scheidsrechter: Tiago Martins (POR) |

|                                                                         |                   |       |                     |                                                                               |
| 8 september EK-kwalificatie Groep F № 1046 «onderlinge duels» 20:45 uur | Zweden            | 1 – 1 | Noorwegen           | Friends Arena, Solna Toeschouwers: 38.372 Scheidsrechter: Slavko Vinčić (SLO) |
| 8 september EK-kwalificatie Groep F № 1046 «onderlinge duels» 20:45 uur | Emil Forsberg 45' |       | 60' Stefan Johansen | Friends Arena, Solna Toeschouwers: 38.372 Scheidsrechter: Slavko Vinčić (SLO) |

|                                                                        |       | |        |                                                                                    |
| 12 oktober EK-kwalificatie Groep F № 1047 «onderligne duels» 20:45 uur | Malta | 0 – 4                                                                                                  | Zweden | Ta' Qalistadion, Ta' Qali Toeschouwers: 10.702 Scheidsrechter: Sergej Ivanov (RUS) |
| 12 oktober EK-kwalificatie Groep F № 1047 «onderligne duels» 20:45 uur |       | 11' Marcus Danielson 58' (pen.) Sebastian Larsson 66' (e.d.) Andrei Agius 71' (pen.) Sebastian Larsson |        | Ta' Qalistadion, Ta' Qali Toeschouwers: 10.702 Scheidsrechter: Sergej Ivanov (RUS) |

|                                                                        |                 |       |               |                                                                                |
| 15 oktober EK-kwalificatie Groep F № 1048 «onderlinge duels» 20:45 uur | Zweden          | 1 – 1 | Spanje        | Friends Arena, Solna Toeschouwers: 49.712 Scheidsrechter: Clément Turpin (FRA) |
| 15 oktober EK-kwalificatie Groep F № 1048 «onderlinge duels» 20:45 uur | Marcus Berg 50' |       | 90+2' Rodrigo | Friends Arena, Solna Toeschouwers: 49.712 Scheidsrechter: Clément Turpin (FRA) |

|                                                                         |          |                                   |        |                                                                                      |
| 15 november EK-kwalificatie Groep F № 1049 «onderlinge duels» 20:45 uur | Roemenië | 0 – 2                             | Zweden | Arena Națională, Boekarest Toeschouwers: 49.678 Scheidsrechter: Daniele Orsato (ITA) |
| 15 november EK-kwalificatie Groep F № 1049 «onderlinge duels» 20:45 uur |          | 18' Marcus Berg 34' Robin Quaison |        | Arena Națională, Boekarest Toeschouwers: 49.678 Scheidsrechter: Daniele Orsato (ITA) |

|                                                                         |                                                                |       |         |                                                                           |
| 18 november EK-kwalificatie Groep F № 1050 «onderlinge duels» 20:45 uur | Zweden                                                         | 3 – 0 | Faeröer | Friends Arena, Solna Toeschouwers: 19.500 Scheidsrechter: Matej Jug (SLO) |
| 18 november EK-kwalificatie Groep F № 1050 «onderlinge duels» 20:45 uur | Sebastian Andersson 29' Mattias Svanberg 72' John Guidetti 80' |       |         | Friends Arena, Solna Toeschouwers: 19.500 Scheidsrechter: Matej Jug (SLO) |

SvFF · A-internationals · Selecties · Bondscoaches · Zweeds vrouwenelftal · Olympisch elftal · Zweden U21 · Zweden U20 · Zweden U19 · Zweden U18 · Zweden U17 · Zweden U16 · Vrouwen U17
1908 – 1919 ·
1920 – 1929 ·
1930 – 1939 ·
1940 – 1949 ·
1950 – 1959 ·
1960 – 1969 ·
1970 – 1979 ·
1980 – 1989 ·
1990 – 1999 ·
2000 – 2009 ·
2010 – 2019 ·
2020 − 2029
EK 1960 · 
EK 1964 · 
EK 1968 · 
EK 1972 · 
EK 1976 · 
EK 1980 · 
EK 1984 · 
EK 1988 · 
EK 1992 ·
EK 1996 · 
EK 2000 ·
EK 2004 ·
EK 2008 ·
EK 2012 · 
EK 2016 · 
EK 2020
WK 1930 · 
WK 1934 ·
WK 1938 ·
WK 1950 ·
WK 1954 · 
WK 1958 ·
WK 1962 · 
WK 1966 · 
WK 1970 ·
WK 1974 ·
WK 1978 ·
WK 1982 · 
WK 1986 · 
WK 1990 ·
WK 1994 ·
WK 1998 · 
WK 2002 ·
WK 2006 ·
WK 2010 · 
WK 2014 · 
WK 2018
OS 1908 · 
OS 1912 · 
OS 1920 · 
OS 1924 · 
OS 1928 · 
OS 1932 · 
OS 1936 · 
OS 1948 · 
OS 1952 · 
OS 1956 · 
OS 1964 · 
OS 1968 · 
OS 1972 · 
OS 1976 · 
OS 1980 · 
OS 1984 · 
OS 1988 · 
OS 1992 · 
OS 1996 · 
OS 2000 · 
OS 2004 · 
OS 2008 · 
OS 2012 · 
OS 2016
1908 · 
1909 · 
1910 · 
1911 · 
1912 · 
1913 · 
1914 · 
1915 · 
1916 · 
1917 · 
1918 · 
1919 · 
1920 · 
1921 · 
1922 · 
1923 · 
1924 · 
1925 · 
1926 · 
1927 · 
1928 · 
1929 · 
1930 · 
1931 · 
1932 · 
1933 · 
1934 · 
1935 · 
1936 · 
1937 · 
1938 · 
1939 · 
1940 ·
1941 ·
1942 ·
1943 ·
1944  ·
1945 · 
1946 · 
1947 · 
1948 · 
1949 · 
1950 · 
1952 · 
1952 · 
1953 · 
1954 · 
1955 · 
1956 · 
1957 · 
1958 · 
1959 ·
1960 · 
1961 · 
1962 · 
1963 · 
1964 · 
1965 · 
1966 · 
1967 · 
1968 · 
1969 ·
1970 · 
1971 · 
1972 · 
1973 · 
1974 · 
1975 · 
1976 · 
1977 · 
1978 · 
1979 ·
1980 · 
1981 · 
1982 · 
1983 · 
1984 · 
1985 · 
1986 · 
1987 · 
1988 · 
1989 · 
1990 · 
1991 · 
1992 · 
1993 · 
1994 · 
1995 · 
1996 · 
1997 · 
1998 · 
1999 · 
2000 · 
2001 · 
2002 · 
2003 · 
2004 · 
2005 · 
2006 · 
2007 · 
2008 · 
2009 · 
2010 · 
2011 · 
2012 · 
2013 · 
2014 · 
2015 · 
2016 · 
2017 · 
2018 ·
2019 ·
2020 ·
2021
Albanië ·
Algerije ·
Argentinië ·
Armenië ·
Australië ·
Azerbeidzjan ·
Bahrein ·
Barbados ·
België ·
Bosnië en Herzegovina ·
Botswana ·
Brazilië ·
Bulgarije ·
Chili ·
China ·
Colombia ·
Costa Rica ·
Cuba ·
Cyprus ·
DDR ·
Denemarken ·
Duitsland ·
Ecuador ·
Egypte ·
Engeland ·
Estland ·
Faeröer ·
Finland ·
Frankrijk ·
Georgië ·
Griekenland ·
Hongarije ·
Ierland ·
IJsland ·
Iran ·
Israël ·
Italië ·
Ivoorkust ·
Jamaica ·
Japan ·
Joegoslavië ·
Jordanië ·
Kameroen ·
Kazachstan ·
Kosovo ·
Kroatië ·
Letland ·
Liechtenstein ·
Litouwen ·
Luxemburg ·
Maleisië ·
Malta ·
Mexico ·
Moldavië ·
Montenegro ·
Nederland ·
Nieuw-Zeeland ·
Nigeria ·
Noord-Ierland ·
Noord-Korea ·
Noord-Macedonië ·
Noorwegen ·
Oekraïne ·
Oezbekistan ·
Oman ·
Oostenrijk ·
Paraguay ·
Peru ·
Polen ·
Portugal ·
Qatar ·
Roemenië ·
Rusland ·
San Marino ·
Saoedi-Arabië ·
Schotland ·
Senegal ·
Servië ·
Singapore ·
Slovenië ·
Slowakije ·
Sovjet-Unie ·
Spanje ·
Syrië ·
Thailand ·
Trinidad en Tobago ·
Tsjechië ·
Tsjecho-Slowakije ·
Tunesië ·
Turkije ·
Uruguay ·
Venezuela ·
Verenigde Arabische Emiraten ·
Verenigde Staten ·
Verenigd Koninkrijk ·
Wales ·
Wit-Rusland ·
Zuid-Afrika ·
Zuid-Korea ·
Zwitserland
Brazilië (1958) ·
Duitsland (2006) ·
Duitsland (2018) ·
Engeland (2006) ·
Engeland (2012) ·
Engeland (2018) ·
Frankrijk (2012) ·
Griekenland (2008) ·
Ierland (2016) ·
Italië (2016) ·
Mexico (2018) ·
Oekraïne (2012) ·
Oekraïne (2021) ·
Paraguay (2006) ·
Polen (2021) ·
Rusland (2008) ·
Slowakije (2021) ·
Spanje (2008) ·
Spanje (2021) ·
Trinidad en Tobago (2006) ·
Zuid-Korea (2018) ·
Zwitserland (2018)
AFC-zone: Afghanistan · Australië · Bahrein · Bangladesh · Bhutan · Brunei · Cambodja · China · Chinees Taipei · Filipijnen · Guam · Hongkong · India · Indonesië · Iran · Irak · Japan · Jemen · Jordanië · Koeweit · Kirgizië · Laos · Libanon · Macau · Maleisië · Maldiven · Mongolië · Myanmar · Nepal · Noord-Korea · Oezbekistan · Oman · Oost-Timor · Pakistan · Palestina · Qatar · Saoedi-Arabië · Singapore · Sri Lanka · Syrië · Tadjikistan · Thailand · Turkmenistan · Verenigde Arabische Emiraten · Vietnam · Zuid-Korea

CAF-zone: Algerije · Angola · Benin · Botswana · Burkina Faso · Burundi · Centraal-Afrikaanse Republiek · Comoren · Congo-Brazzaville · Congo-Kinshasa · Djibouti · Egypte · Equatoriaal-Guinea · Eritrea · Ethiopië · Gabon · Gambia · Ghana · Guinee · Guinee-Bissau · Ivoorkust · Kaapverdië · Kameroen · Kenia · Lesotho · Liberia · Libië · Madagaskar · Malawi · Mali · Mauritanië · Mauritius · Marokko · Mozambique · Namibië · Niger · Nigeria · Oeganda · Rwanda · Sao Tomé en Principe · Senegal · Seychellen · Sierra Leone · Soedan · Somalië · Swaziland · Tanzania · Togo · Tsjaad · Tunesië · Zambia · Zimbabwe · Zuid-Afrika · Zuid-Soedan 

CONCACAF-zone: Amerikaanse Maagdeneilanden · Anguilla · Antigua en Barbuda · Aruba · Bahama's · Barbados · Belize · Bermuda · Britse Maagdeneilanden · Canada · Kaaimaneilanden · Costa Rica · Cuba · Curaçao · Dominica · Dominicaanse Republiek · El Salvador · Frans Guyana · Grenada · Guadeloupe · Guatemala · Guyana · Haïti · Honduras · Jamaica · Martinique · Mexico · Montserrat · 
Nicaragua · Panama · Puerto Rico · Saint Kitts en Nevis · Saint Lucia · Saint Vincent en de Grenadines · Sint Maarten · Suriname · Trinidad en Tobago · Turks- en Caicoseilanden · Verenigde Staten

CONMEBOL-zone: Argentinië · Bolivia · Brazilië · Chili · Colombia · Ecuador · Paraguay · Peru · Uruguay · Venezuela

OFC-zone: Amerikaans-Samoa · Cookeilanden · Fiji · Nieuw-Caledonië · Nieuw-Zeeland · Papoea-Nieuw-Guinea · Samoa · Salomoneilanden · Tahiti · Tonga · Vanuatu

UEFA-zone: Albanië · Andorra · Armenië · Azerbeidzjan · België · Bosnië en Herzegovina · Bulgarije · Cyprus · Denemarken · Duitsland · Engeland · Estland · Faeröer · Finland · Frankrijk · Georgië · Gibraltar · Griekenland · Hongarije · IJsland · Ierland · Israël · Italië · Kazachstan · Kosovo · Kroatië · Letland · Liechtenstein · Litouwen · Luxemburg · Macedonië · Malta · Moldavië · Montenegro · Nederland · Noord-Ierland · Noorwegen · Oekraïne · Oostenrijk · Polen · Portugal · Roemenië · Rusland · San Marino · Schotland · Servië · Slovenië · Slowakije · Spanje · Tsjechië · Turkije · Wales · Wit-Rusland · Zweden · Zwitserland